# Josef Lošek
Josef Lošek (* 14. März 1912 in Olešnice u Českých Budějovic; † 25. Mai 1991 in Prag) war ein tschechoslowakischer Radrennfahrer und nationaler Meister im Radsport.

## Sportliche Laufbahn
Lošek war im Straßenradsport aktiv. 1933 und 1936 wurde er tschechoslowakischer Meister im Straßenrennen, 1934 wurde er Zweiter im Meisterschaftsrennen. Lošek war Teilnehmer der Olympischen Sommerspiele 1936 in Berlin. In dem von Robert Charpentier gewonnenen olympischen Straßenrennen wurde er als 16. klassiert und war damit bester Tscheche. Die Mannschaft der Tschechoslowakei kam nicht in die Mannschaftswertung. Bei den UCI-Straßen-Weltmeisterschaften 1936 belegte er den 19. Platz. 1937 wurde bei dem längsten in Europa ausgetragenen Amateurrennen Prag–Karlovy Vary–Prag Zweiter hinter Otakar Rozvada, 1934 war er Dritter des Rennens.